# Justicia californica
La chuparrosa  (Justicia californica) es un arbusto de la familia de las acantáceas.

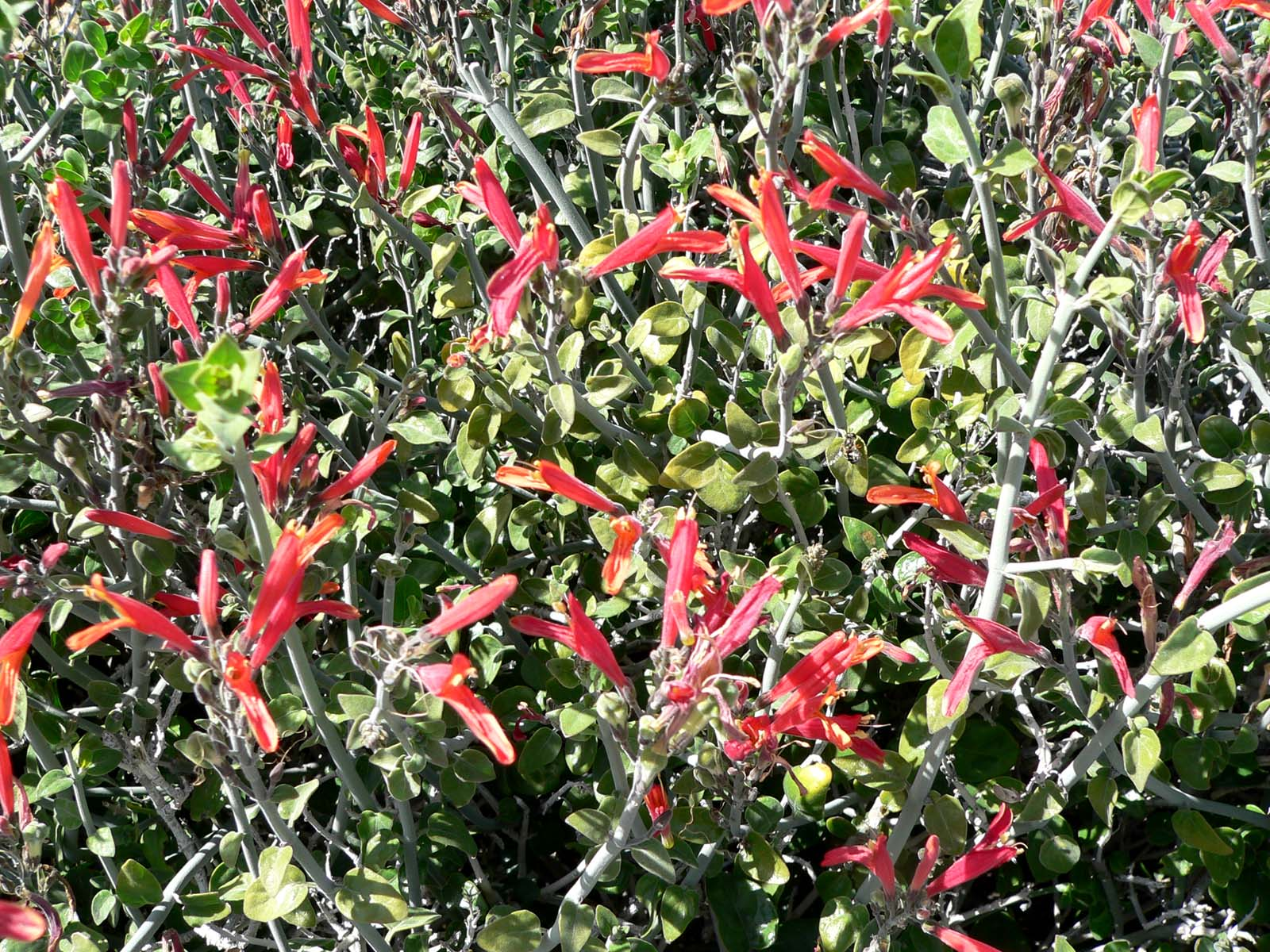
Vista de la planta

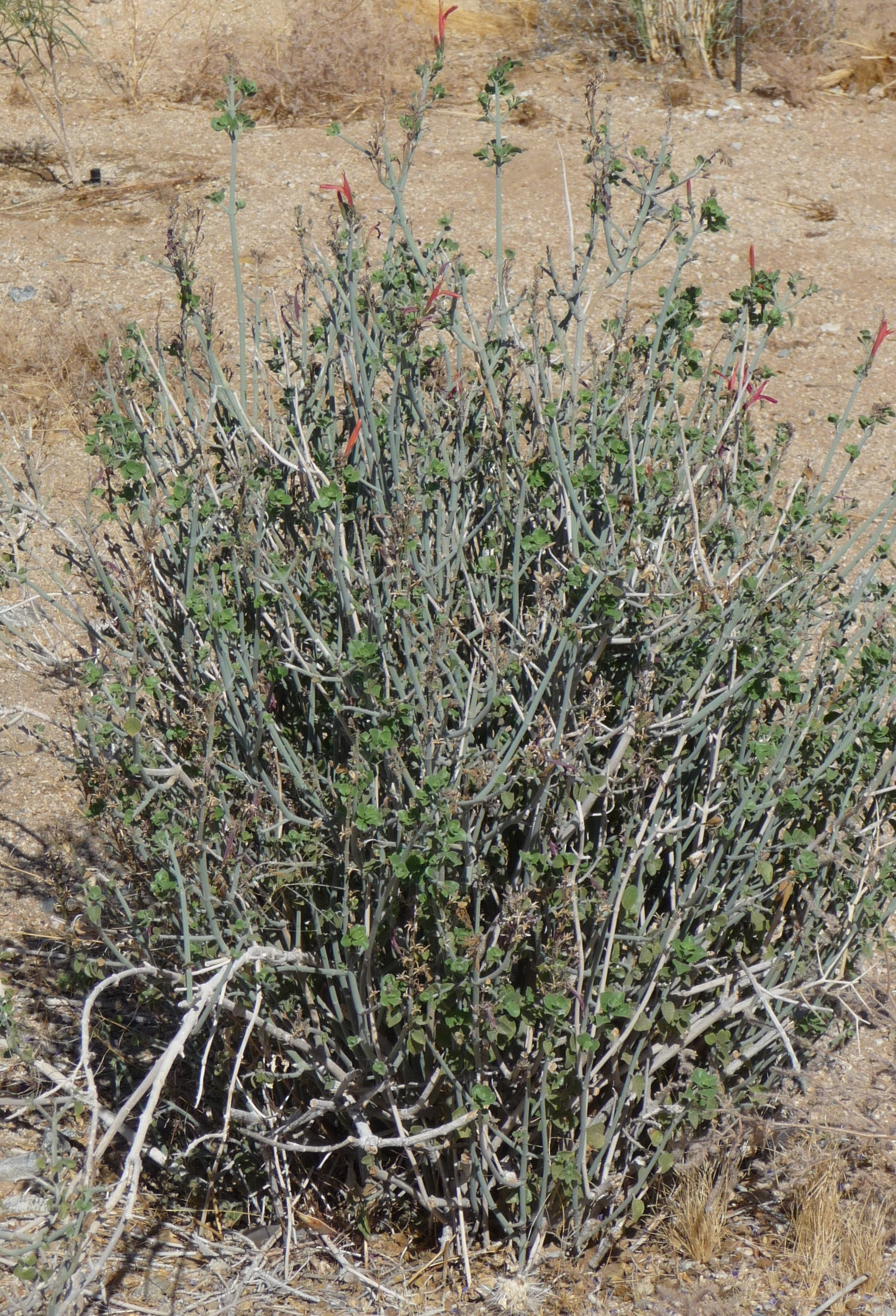
Vista de l planta

## Caracteres
Arbusto formado por un intrincado grupo de ramas de aspecto amontonado, a menudo de 1 m de altura o más. Tiene unas pocas hojas la mayor parte del año, dejando a los tallos verde-grisáceos el trabajo de la fotosíntesis. Las flores son de color rojo brillante y más raramente amarillas. Las flores tubulares están diseñadas para los colibríes, o chuparrosas, a los que atraen con  su abundante néctar. Estos pájaros transportan el polen de una planta a otra cuando se alimentan. El nombre de la planta coincide con el del pájaro. La chuparrosa florece con profusión después de las lluvias invernales, pero unas pocas flores pueden encontrarse en cualquier época del año. Los frutos, una vez secos, quedan completamente abiertos después de verter las semillas, y  están a menudo presentes cuando aparecen las nuevas flores.

## Hábitat
La chuparrosa vive en cauces arenosos y entre rocas por debajo de los 800 m s. n. m.

## Distribución
Nativa de los desiertos del sur de California, Arizona y norte de México.

## Taxonomía
Justicia californica fue descrita por (Benth.)  D.N.Gibson y publicado en Fieldiana, Botany 34(6): 67. 1972.
Etimología
Justicia: nombre genérico otorgado en honor de James Justice (1730-1763), horticultor escocés.
californica: epíteto geográfico que alude a su localización en California.
Sinonimia
- Beloperone californica' Benth.
- Jacobinia californica (Benth.) Nees
- Sericographis californica (Benth.) A.Gray[4]